# Heinrich Focken
Heinrich Focken (* 16. Juli 1898 in Berlin; † 27. April 1992 in Bühl) war ein deutscher Widerstandskämpfer gegen den Nationalsozialismus sowie Kommunalpolitiker.

## Leben
Heinrich Focken erlernte den Beruf des Messingschlossers und nahm am Ersten Weltkrieg teil. In Garmisch lernte er seine spätere Frau kennen; das Paar zog 1927 nach Ottenau, wo Focken heimisch wurde. Er arbeitete beim dort ansässigen Benz-Werk Gaggenau. 1927 trat er der SPD bei und engagierte sich im Bürgerausschuss. Nachdem die NSDAP immer mehr an Zuspruch erfahren hatte, trat er aus der SPD aus. Zusammen mit fünf weiteren Mitgliedern gründete er in Ottenau eine Ortsgruppe der KPD. Die Ortsgruppe gab als Parteiblatt die Dorfzeitung heraus. Focken engagierte sich gegen die NSDAP und agitierte gegen sie auch bei von ihnen veranstalteten Versammlungen. So wurde er nach der Machtergreifung auch relativ früh aufgegriffen und in Schutzhaft genommen. Er wurde zunächst im KZ Heuberg bis zu dessen Schließung im Dezember 1933 untergebracht und musste danach noch bis zum März 1934 im KZ Kislau verbringen.
1936 wurde Focken bei seiner Arbeit in den Benz-Werken denunziert und nach dem Heimtückegesetz vorm Sondergericht Mannheim angeklagt. Er wurde zu 12 Monaten Gefängnis verurteilt. Nach Verbüßen seiner Haftstrafe im Rastatter Gefängnis, wo er in Einzelhaft saß, fand er eine Anstellung bei der Papierfabrik Schöller & Hoesch in Gernsbach. Er diente auch als Soldat und half bei der Befestigung des Westwalls. 1941 fand er wieder eine Anstellung als Rundschleifer bei den Daimler-Benz-Werken in Gaggenau.
Nach dem gescheiterten Attentat auf Adolf Hitler vom 20. Juli 1944 wurde er im Rahmen der Aktion Gitter erneut in Schutzhaft genommen und im KZ Natzweiler-Struthof eingesperrt. Danach kam er ins KZ Dachau und wurde später nach Mauthausen verlegt, wo er völlig überraschend am 21. November 1944 entlassen wurde. Er kehrte völlig entkräftet und krank heim, konnte sich jedoch wieder aufraffen. Noch bis zum Ende des Zweiten Weltkriegs galt er als Staatsfeind und wurde von der Gestapo überwacht.
Nach dem Einmarsch der französischen Truppen am 11. April 1945 wurde er als Bürgermeister von Ottenau, am 7. Mai 1945 von ganz Gaggenau eingesetzt. Dabei übernahm er die schwierige Aufgabe des Wiederaufbaus der zu 75 % zerstörten Stadt sowie die Entnazifizierung. Außerdem verhinderte er federführend eine Demontierung der Daimler-Benz-Werke. Im Februar 1946 wurde er als Bürgermeister abgesetzt, vermutlich aufgrund von Intrigen. Im selben Jahr trat er aus der KPD aus, was er mit seiner Missbilligung des Hitler-Stalin-Paktes begründete. Stattdessen betätigte er sich künstlerisch. Zudem gründete er den Arbeiter-Schachclub Ottenau und war Mitbegründer der Städtepartnerschaft mit der französischen Stadt Annemasse. Beruflich blieb er den Daimler-Benz-Werken verbunden, wo er bis zu seiner Versetzung in den Ruhestand 1963 im Ersatzteillager arbeitete.
Focken verstarb am 27. April 1992 im Alter von 96 Jahren.

## Erinnerung
1983 lief im Südwestfunk der Dokumentarfilm Ich kann alles ertragen, bloß keine Ungerechtigkeit über ihn und seine Frau.